# Bomolocha acclinalis
Bomolocha acclinalis är en fjärilsart som beskrevs av Walker 1859. Bomolocha acclinalis ingår i släktet Bomolocha och familjen nattflyn. Inga underarter finns listade i Catalogue of Life.